# Пре свитања
Пре свитања (енгл. Before Sunrise) америчка је љубавна драма из 1995. коју је режирао Ричард Линклејтер по сценарију који је написао са Ким Кризан.
Радња прати младог Американца Џесија (Итан Хок) и младу Францускињу Селин (Жили Делпи) који се упознају путујући возом по Европи и одлучују да заједно сиђу у Бечу, где проводе један дан. Филм нема класичан заплет него приказује разговоре између Џесија и Селин док шетају Бечом, у којима износе своје ставове о животу, љубави и другим темама.
Филм је премијерно приказан на Филмском фестивалу Санденс 27. јануара 1995, а убрзо након тога и на Берлинском филмском фестивалу где је Линклејтер освојио награду Сребрни медвед за најбољег режисера. Наишао је на хвалоспеве критичара и уз наставке Пре заласка сунца (2004) и Пре поноћи (2013) често се наводи као један од најбољих љубавних филмова свих времена.